# Pierre-Luc Périchon
Pierre-Luc Périchon (* 4. Januar 1987 in Bourg-en-Bresse) ist ein ehemaliger französischer Radrennfahrer.

## Karriere
Pierre-Luc Périchon wurde 2003 zusammen mit Guillaume Perrot französischer Meister im Madison in der Jugendklasse. Im nächsten Jahr gewann er den Titel in der Juniorenklasse.
Im Erwachsenenbereich gewann Périchon auf der Straße 2011 eine Etappe der Tour du Loir-et-Cher und damit sein erstes internationales Radrennen. 2012 erhielt er seinen ersten Vertrag bei einem internationalen Radsportteam, dem damaligen UCI Continental Team La Pomme Marseille, für das er im selben Jahr das Eintagesrennen Paris–Camembert gewann.
Zur Saison 2013 wechselte Périchon zum UCI Professional Continental Team Bretagne-Séché Environnement. Er gewann für diese Mannschaft 2013 eine Etappe der Tour de Bretagne und bestritt mit der Tour de France 2015 seine erste Grand Tour, die er als 81. beendete. Nach drei Jahren schloss er sich der Mannschaft Fortuneo-Vital Concept an und gewann 2016 eine Etappe der Tour des Pays de Savoie, bei der er eine Etappe und die Punktewertung gewann. Mit Anthony Delaplace gewann er 2017 das Paarzeitfahren Duo Normand. Im Jahr 2018 gewann er die Polynormande.
Zur Saison 2019 schloss sich Périchon dem Cofidis-Team an. Mit dem Team erreichte er noch mehrfach eine Podiumsplatzierung, ein weiterer Sieg blieb ihm jedoch verwehrt. Nach der Saison 2023 beendete er im Alter von 36 Jahren seine Karriere als Radrennfahrer.

## Erfolge
2003
- Französischer Meister – Madison (Jugend) mit Guillaume Perrot

2004
- Französischer Meister – Madison (Junioren) mit Guillaume Perrot

2011
- eine Etappe Tour du Loir-et-Cher

2012
- Paris–Camembert

2013
- eine Etappe Tour de Bretagne

2016
- eine Etappe Tour des Pays de Savoie

2017
- eine Etappe und Punktewertung Tour de Savoie Mont-Blanc
- Duo Normand (mit Anthony Delaplace)

2018
- Polynormande

## Grand Tour-Platzierungen
| Grand Tour            | 2015 | 2016 | 2017 | 2018 | 2019 | 2020 | 2021 | 2022 |
| --------------------- | ---- | ---- | ---- | ---- | ---- | ---- | ---- | ---- |
| Giro d’ItaliaGiro     | –    | –    | –    | –    | –    | –    | –    | 94   |
| Tour de FranceTour    | 81   | 93   | 42   | –    | 57   | 86   | 92   | 62   |
| Vuelta a EspañaVuelta | –    | –    | –    | –    | –    | 97   | –    | –    |